# Henk Norel
Henk Norel (Gorinchem, 17 september 1987) is een Nederlands voormalig basketballer die als power-forward speelde. Hij speelde vrijwel zijn hele carrière in Spanje en sloot zijn actieve loopbaan af bij Heroes Den Bosch. Hij werd in juni 2009 gedraft door het NBA-team Minnesota Timberwolves, maar kwam daar nooit voor in actie. Norel kon indien nodig ook als center uit de voeten. Tegenwoordig is Norel actief als commentator en analist bij ESPN.

## Carrière
Na in zijn jeugd voor SV Argon gespeeld te hebben in zijn woonplaats Mijdrecht kwam hij terecht bij de jeugd van Amsterdam Astronauts. Daar werd hij een vaste waarde in het tweede team en speelde hij zich in de kijker middels try-outs, waarvoor hij was uitgenodigd. Zodoende verkaste hij van Nederland naar een Spaanse jeugdploeg, om er meer aan spelen toe te komen. Norel tekende in Spanje een jeugdverbintenis, die in 2007 werd omgezet in een profcontract. Bij Joventut Badalona eenmaal doorgedrongen tot de hoofdmacht, raakten de Timberwolves in hem geïnteresseerd. Zij kozen Norel op 25 juni 2009 als 47e in de tweede ronde van de draft. Daarmee was hij de eerste Nederlander die werd gedraft in de NBA sinds Remon van de Hare in 2003. Hoewel onder contract bij de Timberwolves, bleef Norel in eerste instantie uitkomen voor Joventut Badalona met als doelstelling na verloop van tijd in te stromen in de NBA.
Norel debuteerde op 24 juni 2006 in het Nederlands nationaal basketbalteam, in een wedstrijd tegen IJsland. Op 17 mei 2018 kondigde hij aan zijn laatste wedstrijd voor Nederland gespeeld te hebben. Norel speelde in totaal 79 interlands en op één Europees kampioenschap.
| Seizoen   | Club                              |
| --------- | --------------------------------- |
| ... -2004 | SV Argon                          |
| 2004-2005 | Amsterdam Astronauts              |
| 2005-07   | Club Bàsquet Prat                 |
| 2005-07   | DKV Joventut Badalona             |
| 2007-08   | Club Baloncesto Lucentum Alicante |
| 2008-2012 | DKV Joventut Badalona             |
| 2012-2017 | Basket Zaragoza 2002              |
| 2017-2018 | Gipuzkoa BC San Sebastian         |
| 2018-2019 | CB Breogán                        |
| 2019-2021 | Heroes Den Bosch                  |